# National Soccer League
La National Soccer League (NSL) fue la máxima categoría de fútbol profesional en Australia desde 1977 hasta 2004, bajo organización de la Asociación de Fútbol de Australia.
A lo largo de su historia han participado un total de 42 equipos: 41 de Australia y un equipo representativo de Nueva Zelanda. Desde 1977 hasta 1988 el torneo se celebraba en el año natural, y a partir de 1989 pasa a jugarse en el verano austral para no coincidir con los deportes más seguidos en el país. Además, a partir de 1984 se instaura un sistema con temporada regular y play-offs por el título.
La liga fue reemplazada en 2005 por la A-League como máxima categoría nacional, bajo un nuevo sistema de franquicias deportivas. Tan solo cuatro clubes de la NSL pasaron a la nueva competición —Adelaide United, Newcastle Jets, New Zealand Knights y Perth Glory—, mientras que el resto quedaron relegados a los campeonatos estatales.

## Historia

### Antecedentes
Antes de que se fundara la NSL, los equipos australianos de fútbol jugaban campeonatos organizados por las federaciones de cada estado. Este deporte no gozaba del mismo desarrollo que el fútbol australiano y el rugby, los más populares del país; la Federación Australiana (FFA) había sido aceptada como miembro de la FIFA en 1956, y la mayoría de los nuevos clubes habían sido fundados por las comunidades de inmigrantes europeos de Melbourne (Victoria) y Sídney (Nueva Gales del Sur). Por otro lado, las distancias entre ciudades eran una dificultad añadida para consolidar un torneo nacional.
El primer intento de campeonato nacional fue la Copa de Australia, un torneo eliminatorio organizado desde 1962 hasta 1968 por la FFA. En un primer momento algunas federaciones estatales mostraron su rechazo a un torneo australiano, pero la clasificación de Australia para la Copa Mundial de Fútbol de 1974 reactivó los planes de la liga profesional. Al final, la FFA llega a un acuerdo con el resto de organizaciones en 1977 para crear la National Soccer League (en español, «Liga Nacional de Fútbol»), que en su primera temporada contaría con catorce clubes del suroeste del país. El nuevo torneo se disputaría en el año natural, en pleno invierno austral, bajo un sistema de todos contra todos y partidos a ida y vuelta.

### Desarrollo de la NSL
La temporada inaugural se disputa desde abril hasta septiembre de 1977, en pleno invierno austral, bajo un sistema de todos contra todos y partidos a ida y vuelta. Al término de esa edición, el Eastern Suburbs Hakoah de Sídney se convierte en el primer campeón nacional. Algunos clubes se negaron a participar por sus dudas sobre la rentabilidad del torneo, mientras que otros preferían limitarse a los torneos estatales. No obstante, la NSL contaba con apoyo de equipos consolidados y de patrocinadores que aportaban premios a los vencedores. A pesar de que el West Adelaide se proclama vencedor de la edición de 1978, la liga estuvo dominada en años posteriores por clubes de Sídney como el Marconi, Sydney City y St. George-Budapest.
La NSL tuvo problemas para consolidarse por la competencia de otros deportes, así que la FFA hizo cambios a partir de la temporada 1984. La participación se amplia a veinticuatro clubes repartidos en dos conferencias, una medida pensada para reducir gastos de transporte y garantizar la inscripción de los clubes estatales reticentes, y se pasa a un sistema con temporada regular y eliminación directa por el título, en este caso con una final nacional a ida y vuelta. El primer campeón bajo el nuevo sistema es el South Melbourne F. C. Si bien el nuevo sistema depara una mayor competencia, no logra resolver la falta de público en los estadios: en 1987 se recupera la división única de catorce equipos, y en 1988 se adopta el formato de temporada regular y play-off con final a partido único. A partir de la temporada 1989, la NSL pasa a jugarse en el verano austral para no coincidir con las ligas de rugby y fútbol australiano.
El interés de la FFA por impulsar el campeonato nacional no goza del respaldo esperado, y algunos clubes de Melbourne y Sídney —entre ellos campeones como el St. George, Brunswick Juventus o APIA Leichhardt— optan por renunciar a la máxima categoría para centrarse en las divisiones estatales. En los años 1990 la Federación detecta que muchos aficionados potenciales no se sentían identificados con los clubes porque la mayoría estaban relacionados con comunidades de origen europeo —en su mayoría croatas, italianos o griegos— en vez de con una ciudad o distrito. En 1996 la FFA exige a los clubes que adopten símbolos neutrales para llegar a más público, pero el plan no goza del respaldo necesario y la mayoría mantuvieron su identidad tradicional. Por otro lado, se impulsa la creación de nuevos equipos mayoritarios en zonas que no contaban con fútbol profesional, entre ellos el Perth Glory F. C. (1996), Carlton S. C. (1997), Parramatta Power (1999) e incluso el Football Kingz (1999) de la vecina Nueva Zelanda.

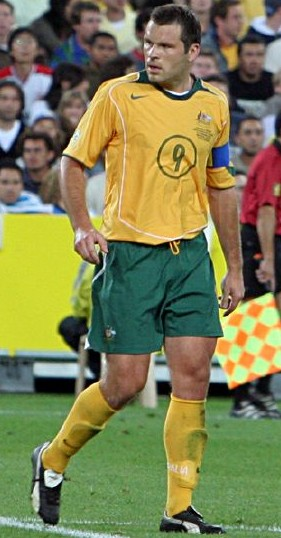
Mark Viduka, mejor jugador de la NSL en 1994 y 1995.

Por otro lado, los futbolistas australianos con mayor proyección no tardaban en renunciar a la NSL para jugar en las ligas extranjeras. Los ejemplos más conocidos son los de Mark Viduka, Mark Schwarzer y Aurelio Vidmar, pero esta situación afectaba incluso a las divisiones juveniles: Christian Vieri y Harry Kewell, ambos formados en la cantera del Marconi Stallions, se habían marchado al fútbol europeo antes de cumplir la mayoría de edad.
A pesar de todos estos contratiempos, Australia se convierte en una potencia futbolística en la Confederación de Fútbol de Oceanía. En 1999 el South Melbourne F. C. se proclama campeón continental y puede disputar el Campeonato Mundial de Clubes de la FIFA 2000. Por otro lado, la comunidad de aficionados había crecido gracias al buen desempeño de los jugadores australianos en el extranjero y al sistema de competición; en la final de la temporada 1999-2000, más de 43.000 espectadores llenaron las gradas del Subiaco Oval para presenciar el triunfo del Wollongong Wolves sobre el Perth Glory.

### Desaparición
El fútbol en Australia sufre un duro revés a comienzos de los años 2000 por dos hechos: la cancelación de la Copa Mundial de Clubes de la FIFA 2001, que deja a muchos equipos sin el aliciente de un torneo internacional, y la clasificación fallida de la selección australiana en la Copa Mundial de Fútbol de 2002. La fase eliminatoria había reflejado el bajo nivel competitivo de la Confederación de Oceanía, donde Australia había firmado goleadas —entre ellas un récord mundial de 31-0 contra Samoa Americana— para terminar cayendo en la repesca contra Uruguay.
A raíz de este fracaso, la Federación de Fútbol de Australia es refundada en 2003 y los nuevos dirigentes diseñan un plan para reimpulsar el deporte en ese país. Entre otras medidas se apuesta por un nuevo campeonato de liga con ocho franquicias deportivas en lugar de los clubes ya existentes, limitadas a un equipo por ciudad, que pretendían ampliar la base de aficionados. La nueva liga —A-League— es presentada en sociedad en 2004 y suponía la desaparición de la NSL como máxima categoría al término de la temporada 2003-04, donde Perth Glory se proclamó vencedor.
La A-League comienza su andadura en la temporada 2005-06 con tan solo cuatro clubes procedentes de la NSL: Adelaide United, Newcastle Jets, New Zealand Knights y Perth Glory. El resto eran franquicias de nueva creación que representaban a ciudades en lugar de comunidades. Los equipos que habían dominado la NSL hasta la fecha terminaron inscribiéndose en las ligas organizadas por las federaciones estatales.

## Sistema de competición
La National Soccer League siempre fue una división única, sin ascensos ni descensos. La Federación Australiana se encargaba de regular la participación de nuevos clubes. Se disputó en los meses de invierno austral desde 1977 hasta 1989, cuando se cambió a los de primavera y verano para obtener más repercusión.
En total, se han seguido cuatro sistemas:
- 1977 a 1983: Todos los clubes se enfrentan entre sí dos veces, en casa y fuera. El equipo con más puntos al finalizar la liga se proclama campeón. Sistema similar al de las grandes ligas europeas.
- 1984 a 1986: La fase regular consta de dos conferencias, norte y sur, con doce equipos en cada una. El grupo norte está formado por clubes de Nueva Gales del Sur y Canberra, mientras que el sur lo conforman clubes del resto de estados. Al término de la liga regular, los cinco mejores clasificados de cada conferencia disputan una eliminatoria directa de la que sale un vencedor. Los campeones de cada conferencia se enfrentan en una final (Grand Final) a ida y vuelta, de la que sale el campeón de Australia.
- 1987 a 1992: Se vuelve a una división única. En la temporada regular los clubes se enfrentan entre sí dos veces, ida y vuelta. Los cinco primeros se clasifican para una eliminación directa a partido único. La final se juega en un campo neutral.
- 1993 a 2004: Sistema de liga a ida y vuelta en la liga regular. La fase final se amplía a seis equipos, que disputan una eliminatoria directa. La final se juega en el campo del que quedó mejor clasificado en la fase regular. En la temporada 2002-03 se cambió el play-off por una liguilla.

### Sistema de puntuación
El sistema de puntuación de la NSL ha sido similar al del resto de competiciones. Comenzaron a otorgar tres puntos por la victoria a partir de la temporada 1992-93, antes de que la FIFA lo hiciese obligatorio. Sin embargo, hubo variaciones para tratar de atraer a más público:
- 1977 a 1992: Dos puntos por victoria, uno por empate. Se produjeron las siguientes excepciones:

1979: Dos puntos por victoria, uno por empate. Si el equipo gana de cuatro goles o más, recibe un punto adicional.
1983: Tres puntos por victoria, uno por empate.
- 1992 a 2004: Tres puntos por victoria, uno por empate. Se produjo la siguiente excepción:

1994-95: Cuatro puntos por victoria en el tiempo reglamentario, dos por victoria en penaltis y uno por derrota en penaltis. No hay empates.

## Equipos

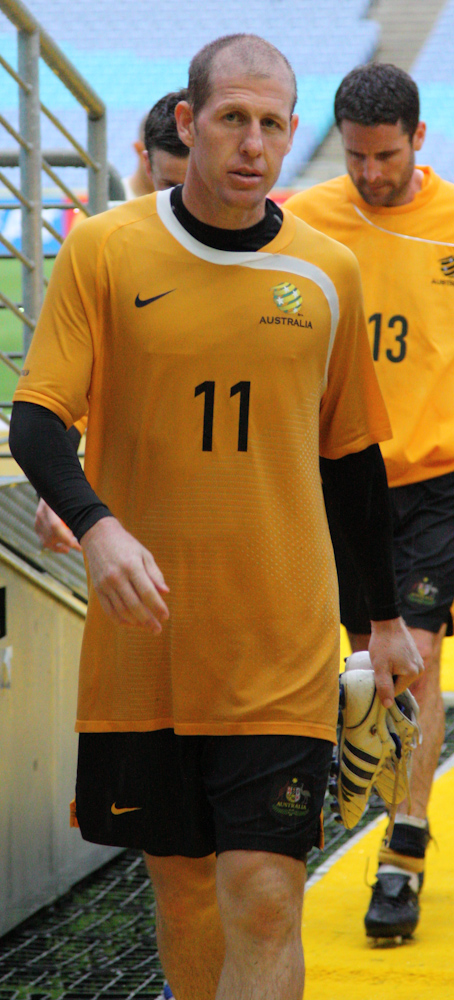
Scott Chipperfield ganó dos ligas en el Wollongong Wolves.

En toda la historia de la National Soccer League han participado un total de 42 clubes, de los cuales 13 han ganado el título al menos una vez. Solo ha habido dos equipos que han participado en todas las ediciones: Marconi Stallions y South Melbourne.
El organizador de la liga era la Federación Australiana, que regulaba el número de participantes. No existía un sistema de ascensos y descensos; los que renunciasen a esta división por motivos económicos o deportivos podían inscribirse en otra liga, posponer su participación o desaparecer. La mayoría de clubes procedían de los estados de Nueva Gales del Sur y Victoria. Podía darse el caso de que una misma ciudad contase con varios participantes, aunque en la década de 1990 el torneo se expandió a otras zonas sin representación como Australia Occidental.
Los equipos que participaron en la temporada inaugural de 1977 fueron Sydney City (Eastern Suburbs Hakoah), Marconi Fairfield, St. George Saints, Sydney Olympic y Western Suburbs de Sídney; Fitzroy United (Heidelberg), Footscray JUST, Mooroolbark y South Melbourne de Melbourne; Adelaide City y West Adelaide de Adelaida; Brisbane City y Brisbane Lions de Brisbane, y Canberra City de Canberra.
Los únicos clubes de la NSL que pasaron a la A-League en 2004 fueron Perth Glory, Adelaide United y Newcastle United Jets.

## Palmarés

### Por títulos
| Club               | Campeón | Finalista | Campeonatos                     | Subcampeonatos            |
| ------------------ | ------- | --------- | ------------------------------- | ------------------------- |
| Sydney City        | 4       | 3         | 1977, 1980, 1981, 1982          | 1978, 1983, 1985          |
| Marconi Stallions  | 4       | 3         | 1979, 1988, 1989, 1992-93       | 1977, 1989-90, 1995-96    |
| South Melbourne    | 4       | 2         | 1984, 1990-91, 1997-98, 1998-99 | 1981, 2000-01             |
| Adelaide City      | 3       | 2         | 1986, 1991-92, 1993-94          | 1992-93, 1994-95          |
| Sydney Olympic     | 2       | 4         | 1989-90, 2001-02                | 1984, 1986, 1989, 2002-03 |
| Melbourne Knights  | 2       | 3         | 1994-95, 1995-96                | 1990-91, 1991-92, 1993-94 |
| Perth Glory        | 2       | 2         | 2002-03, 2003-04                | 1999-2000, 2001-02        |
| Wollongong Wolves  | 2       | 0         | 1999-2000, 2000-01              | -                         |
| St. George Saints  | 1       | 1         | 1983                            | 1982                      |
| Brisbane Strikers  | 1       | 0         | 1996-97                         | -                         |
| APIA Leichhardt    | 1       | 0         | 1987                            | -                         |
| Brunswick Juventus | 1       | 0         | 1985                            | -                         |
| West Adelaide      | 1       | 0         | 1978                            | -                         |
| Sydney United      | 0       | 3         | -                               | 1988, 1996-97, 1998-99    |
| Heidelberg United  | 0       | 2         | -                               | 1979, 1980                |
| Preston Lions      | 0       | 1         | -                               | 1987                      |
| Carlton            | 0       | 1         | -                               | 1997-98                   |
| Parramatta Power   | 0       | 1         | -                               | 2003-04                   |

### Por temporadas
| Temporada | Campeón                | Resultado        | Subcampeón             | Líder de la temporada regular                   |
| --------- | ---------------------- | ---------------- | ---------------------- | ----------------------------------------------- |
| 1977      | Eastern Suburbs Hakoah | Lig.             | Marconi Fairfield      | Liga regular sin fase eliminatoria              |
| 1978      | West Adelaide          | Lig.             | Eastern Suburbs Hakoah | Liga regular sin fase eliminatoria              |
| 1979      | Marconi Fairfield      | Lig.             | Heidelberg United      | Liga regular sin fase eliminatoria              |
| 1980      | Sydney City            | Lig.             | Heidelberg United      | Liga regular sin fase eliminatoria              |
| 1981      | Sydney City            | Lig.             | South Melbourne        | Liga regular sin fase eliminatoria              |
| 1982      | Sydney City            | Lig.             | St. George F. C.       | Liga regular sin fase eliminatoria              |
| 1983      | St. George F. C.       | Lig.             | Sydney City            | Liga regular sin fase eliminatoria              |
| 1984      | South Melbourne        | 2 - 1 1 - 2      | Sydney Olympic         | Sydney City (norte) South Melbourne (sur)       |
| 1985      | Brunswick Juventus     | 1 - 0 0 - 1      | Sydney City            | Sydney City (norte) South Melbourne (sur)       |
| 1986      | Adelaide City          | 0 - 1 1 - 3      | Sydney Olympic         | Sydney Croatia (norte) Brunswick Juventus (sur) |
| 1987      | APIA Leichhardt Tigers | Lig.             | Preston Lions          | Liga regular sin fase eliminatoria              |
| 1988      | Marconi Fairfield      | 2 - 2 (5-4 pen.) | Sydney Croatia         | Wollongong City                                 |
| 1989      | Marconi Fairfield      | 1 - 0            | Sydney Olympic         | Marconi Fairfield                               |
| 1989-90   | Sydney Olympic         | 2 - 0            | Marconi Fairfield      | Marconi Fairfield                               |
| 1990-91   | South Melbourne        | 1 - 1 (5-4 pen.) | Melbourne Croatia      | Melbourne Croatia                               |
| 1991-92   | Adelaide City          | 0 - 0 (4-2 pen.) | Melbourne Croatia      | Melbourne Croatia                               |
| 1992-93   | Marconi Fairfield      | 1 - 0            | Adelaide City          | South Melbourne                                 |
| 1993-94   | Adelaide City          | 1 - 0            | Melbourne Knights      | Melbourne Knights                               |
| 1994-95   | Melbourne Knights      | 2 - 0            | Adelaide City          | Melbourne Knights                               |
| 1995-96   | Melbourne Knights      | 2 - 1            | Marconi Fairfield      | Marconi Fairfield                               |
| 1996-97   | Brisbane Strikers      | 2 - 0            | Sydney United          | Sydney United                                   |
| 1997-98   | South Melbourne        | 2 - 1            | Carlton S. C.          | South Melbourne                                 |
| 1998-99   | South Melbourne        | 3 - 2            | Sydney United          | Sydney United                                   |
| 1999-00   | Wollongong Wolves      | 3 - 3 (7-6 pen.) | Perth Glory            | Perth Glory                                     |
| 2000-01   | Wollongong Wolves      | 2 - 1            | South Melbourne        | South Melbourne                                 |
| 2001-02   | Sydney Olympic Sharks  | 1 - 0 (7-6 pen.) | Perth Glory            | Perth Glory                                     |
| 2002-03   | Perth Glory            | 2 - 0            | Sydney Olympic Sharks  | Sydney Olympic Sharks                           |
| 2003-04   | Perth Glory            | 1 - 0 (prór.)    | Parramatta Power       | Perth Glory                                     |

## Premios individuales de la National Soccer League
- Medalla Johnny Warren: Premio entregado al mejor jugador de la liga australiana de fútbol. Comenzó a entregarse en la temporada 1989-90. Debe su nombre a Johnny Warren, exfutbolista internacional por Australia que está considerado uno de los mayores impulsores de este deporte en su país. Existía también una subcategoría para el mejor futbolista menor de 21 años.
- Medalla Joe Marston: Premio entregado al mejor jugador de la Gran Final de la liga australiana. Se instauró en la temporada 1989-90. Se llama así en honor a Joe Marston, internacional por Australia en la década de 1950 y uno de los primeros futbolistas que pudo desarrollar su carrera en la liga inglesa.
- Máximo goleador: Premio al máximo goleador de la liga australiana, sumando la temporada regular y la fase final.
- Mejor entrenador: Premio al mejor entrenador de la liga australiana, según un jurado formado por expertos.